# Грийн (окръг, Индиана)
Вижте пояснителната страница за други населени места с името Грийн.
Окръг Грийн (на английски: Greene County) е окръг в щата Индиана, Съединени американски щати. Площта му е 1414 km², а населението - 33 157 души (2000). Административен център е град Блумфийлд.